# Limmared
Limmared est un village suédois de la commune de Tranemo, dans le comté de Västra Götaland. Il a une population de 1 445 habitants (2005). La plupart des bouteilles de Absolut Vodka sont produites à Limmareds glasbruk (en).